# Robert Durst
Pour les articles homonymes, voir Durst (homonymie).
Robert Allan Durst, né le 12 avril 1943 à New York (État de New York) et mort le 10 janvier 2022 à French Camp, Californie,, est un homme d'affaires et un criminel américain, fils du magnat de l'immobilier Seymour Durst.
Il devient connu du public après la disparition de sa femme dans les années 1980, puis de nouveau au début des années 2000, lorsqu'il devient le suspect principal de deux meurtres, avant d'être acquitté en 2003. En mars 2015, alors qu'il tournait une série documentaire sur sa vie, il est à nouveau arrêté, après avoir avoué les meurtres par inadvertance : pensant que son micro était coupé, il s'est fait une remarque à voix haute en allant aux toilettes.

## Biographie

### Jeunesse
Robert Durst est l'aîné des quatre enfants du promoteur immobilier devenu milliardaire Seymour Durst et de Bernice Herstein. Les sept premières années de sa vie, il grandit dans la ville de Scarsdale (État de New York), avec ses frères Douglas et Thomas et sa sœur Wendy, jusqu'au suicide de sa mère qui se jette du toit de la demeure familiale le 7 novembre 1950. Robert prétend que son père l'a amené près de la fenêtre où il fut témoin de la scène du suicide, ce que nie son frère Douglas.
Élève à la Scarsdale High School (en), il obtient son baccalauréat universitaire en économie à l'Université Lehigh. En tant qu'aîné, il aurait dû hériter de l'empire immobilier Durst, mais son père lui préfère son cadet, Douglas, qui gère ses affaires, ce qui est à l'origine d'une rixe entre les deux frères.

### Disparition de Kathleen McCormack
À l'automne 1971 il rencontre Kathleen « Kathie » McCormack, une hygiéniste dentaire. Ils se marient à Manhattan en 1973. Le couple est sujet à de nombreuses disputes et Kathie, à la suite de violences conjugales, entame une procédure de divorce. Le 31 janvier 1982, après une nouvelle dispute dans leur cottage de South Salem, sa femme disparaît. Le 5 février il signale la disparition à la police.

### Mort de Susan Berman
En début d'année 2000, l'enquête sur la mort de sa femme est rouverte. À la suite d'une lettre anonyme, la police découvre le cadavre de Susan Berman (en), la meilleure amie de Robert Durst (elle devait témoigner dans le cadre de cette enquête), une balle dans la tête dans son appartement de Los Angeles, le 24 décembre 2000. Susan, journaliste et écrivain, était la fille d'un membre de la pègre californienne allié au mafieux Bugsy Siegel.

### Première arrestation et procès
Le 28 septembre 2001, alors qu'il vit travesti en femme muette dans un appartement sous le faux nom de Dorothy Ciner (travestissement pour échapper selon lui à la pression médiatique), Robert Durst tue son voisin Morris Black. Il le démembre le lendemain puis jette les parties dans des sacs plastiques dans la baie de Galveston au Texas. Les sacs sont trouvés par des pêcheurs. Arrêté le 9 octobre pour le vol d'un sandwich et de pansements valant 5 dollars alors qu'il avait 38 000 dollars en espèces dans sa voiture, il déclare avoir tué Black au cours d'une dispute et l'avoir démembré parce que Durst était persuadé que la police ne croirait pas à une mort accidentelle, si bien qu'il plaide la légitime défense. Au cours du procès en 2003 son avocat convainc le jury que son client souffre du syndrome d'Asperger qui explique son comportement, et obtient l'acquittement.

### Seconde arrestation et procès
Soupçonné des trois meurtres entre 1982 et 2003, Robert Durst confesse ses crimes à son insu, en marge du tournage d'une série documentaire sur HBO : alors qu'il se rend aux toilettes après une ultime interview au cours de laquelle le journaliste lui a présenté une preuve accablante, il ignore que le micro sans-fil accroché à sa veste enregistre ses propos, et avoue son triple homicide. On l'entend en effet murmurer pour lui-même : «Je les ai tous tués, bien sûr. [...]  Et merde, qu'est-ce que j'ai fait ? »,,,, le documentaire a cependant légèrement modifié ses propos en échangeant les deux phrases, afin de les rendre plus accablantes. C'est cependant bien l'enregistrement original qui a été utilisé lors du procès. Il est arrêté dans un hôtel à La Nouvelle-Orléans le 14 mars 2015, à la veille de la diffusion du dernier épisode du documentaire sur la chaîne câblée HBO. Lorsqu'il est incarcéré, le juge refuse sa libération sous caution et retarde son extradition pour Los Angeles afin de le juger localement, car Durst a été arrêté en possession de cannabis et d'un revolver Smith & Wesson,. Le 14 octobre 2021 Robert Durst est condamné à la prison à perpétuité par un tribunal de Los Angeles, sans possibilité de libération conditionnelle, pour le meurtre de Susan Berman.

### Mort
Le 10 janvier 2022, il décède au San Joaquin General Hospital (en) alors qu'il est détenu par le département des services correctionnels et de réhabilitation de Californie.

## Dans la culture populaire
- Love and Secrets (All Good Things), film d'Andrew Jarecki (2010). Il est inspiré de son histoire.
- Robert Durst a-t-il tué sa femme ? (The Lost Wife of Robert Durst), téléfilm d'Yves Simoneau (2017). Il est également inspiré de son histoire.
- Dans la série Unbreakable Kimmy Schmidt, Robert Durst (dit Bobby) est un personnage énigmatique très étrange qui entretient une relation avec Lillian Kaushtupper, il est interprété par Fred Armisen.
- Dans Dexter New blood épisode 6 (2021). Le personnage de Molly Park fait référence à Durst et a ses aveux.